# Karen Briggs (judoka)
Karen Briggs (Kingston upon Hull, 11 de abril de 1963) es una deportista británica que compitió en judo. Ganó cinco medallas en el Campeonato Mundial de Judo entre los años 1982 y 1991, y diez medallas en el Campeonato Europeo de Judo entre los años 1981 y 1991.
Participó en los Juegos Olímpicos de Barcelona 1992, donde finalizó quinta en la categoría de –48 kg.

## Palmarés internacional
| Campeonato Mundial | Campeonato Mundial        | Campeonato Mundial | Campeonato Mundial |
| Año                | Lugar                     | Medalla            | Categoría          |
| ------------------ | ------------------------- | ------------------ | ------------------ |
| 1982               | París (Francia)           | Medalla de oro     | –48 kg             |
| 1984               | Viena (Austria)           | Medalla de oro     | –48 kg             |
| 1986               | Maastricht (Países Bajos) | Medalla de oro     | –48 kg             |
| 1989               | Belgrado (Yugoslavia)     | Medalla de oro     | –48 kg             |
| 1991               | Barcelona (España)        | Medalla de plata   | –48 kg             |
| Campeonato Europeo |                           |                    |                    |
| Año                | Lugar                     | Medalla            | Categoría          |
| 1981               | Madrid (España)           | Medalla de bronce  | –48 kg             |
| 1982               | Oslo (Noruega)            | Medalla de oro     | –48 kg             |
| 1983               | Génova (Italia)           | Medalla de oro     | –48 kg             |
| 1984               | Pirmasens (RFA)           | Medalla de oro     | –48 kg             |
| 1985               | Landskrona (Suecia)       | Medalla de bronce  | –52 kg             |
| 1986               | Londres (Reino Unido)     | Medalla de oro     | –48 kg             |
| 1987               | París (Francia)           | Medalla de oro     | –48 kg             |
| 1989               | Helsinki (Finlandia)      | Medalla de plata   | –48 kg             |
| 1990               | Fráncfort (RFA)           | Medalla de plata   | –48 kg             |
| 1991               | Praga (Checoslovaquia)    | Medalla de plata   | –48 kg             |